# روس لافاييت
روس لافاييت (بالإنجليزية: Ross Lafayette)‏ هو لاعب كرة قدم بريطاني في مركز الهجوم، ولد في 11 أبريل 1987 في واتفورد في المملكة المتحدة. لعب مع نادي لوتون تاون ونادي وكينغ ونادي ويلدستون لكرة القدم.

## وصلات خارجية
- روس لافاييت على موقع قاعدة بيانات كرة القدم.إي يو (الإنجليزية)
- روس لافاييت على موقع Soccerbase.com (لاعب) (الإنجليزية)